# Ленюшки
Ленюшки (пол. Leniuszki) — деревня в Бяльском повете Люблинского воеводства Польши. Входит в состав гмины Тучна. По данным переписи 2011 года, в деревне проживал 71 человек.

## География
Деревня расположена на востоке Польши, к западу от реки Западный Буг, на расстоянии приблизительно 31 километра к юго-востоку от города Бяла-Подляска, административного центра повета. Абсолютная высота — 155 метров над уровнем моря. К востоку от населённого пункта проходит региональная автодорога 816.

## История
В конце XVIII века деревня входила в состав Брестского повета Великого княжества Литовского. По данным на 1827 год имелось 22 двора и проживало 157 человек. Согласно «Справочной книжке Седлецкой губернии на 1875 год» деревня входила в состав гмины Заболоць Бельского уезда Седлецкой губернии.
В период с 1975 по 1998 годы находилась в составе Бяльскоподляского воеводства.

## Население
Демографическая структура по состоянию на 31 марта 2011 года:
|         | Всего | До трудоспособного возраста | Трудоспособного возраста | Старше трудоспособного возраста |
| ------- | ----- | --------------------------- | ------------------------ | ------------------------------- |
| Мужчины | 40    | 5                           | 27                       | 8                               |
| Женщины | 31    | 7                           | 12                       | 12                              |
| Всего   | 71    | 12                          | 39                       | 20                              |